# Spirale d'odio
Spirale d'odio (Child's Play) è un film del 1972, diretto da Sidney Lumet.

## Trama
In un esclusivo collegio cattolico maschile, il St. Charles, il professor Joe Dobbs è benvoluto dagli studenti, mentre Jerome Malley, l'insegnante di latino e greco, è odiato per la sua rigidità, ed essendo a conoscenza di questo, ha ragione di pensare che lo stesso Joe Dobbs voglia ordire una congiura contro di lui.
In effetti il Jerome Malley sarebbe prossimo alla pensione alla quale lui vorrebbe rinunciare. Dobbs infanga Mr Malley in quanto vorrebbe appropriarsi della classe nella quale ora insegna Jerome Malley.
Paul Reis, il giovane insegnante di ginnastica, dopo l'aggressione da parte di alcuni ragazzi ad un altro loro compagno di classe, inizia a porsi degli interrogativi e cerca di comprendere cosa stia avvenendo nell'istituto. In lui inizia lentamente a farsi strada l'idea che il responsabile dell'odio verso Malley sia veramente il collega Dobbs ma, mentre cerca di guadagnarsi la fiducia dei ragazzi, inizia a sentirsi a sua volta minacciato.
Malley ormai stremato si suicida e da quel momento il malvagio Dobbs verrà punito dalla stessa violenza e dallo stesso odio col quale ha addestrato i ragazzi del collegio.